# リカ (小説)
『リカ』は2002年に幻冬舎から刊行された五十嵐貴久の小説及びそのシリーズ。2003年・2019年・2021年にテレビドラマ化、2021年に映画化された。

## 概要
出会いサイトで知り合った雨宮リカという怪物のような女性にストーキングされ追い詰められるサラリーマンの姿を描いたホラーサスペンス小説。
2001年第2回ホラーサスペンス大賞を受賞した著者のデビュー作で、2002年2月に単行本が発売された。なお、選考時のタイトルは『黒髪の沼』。2003年に文庫本が発売され、単行本には未収録だったエピローグが収録されている。その後2013年に約11年ぶりの続編『リターン』を刊行。その後『リバース』をはじめとした、リカの過去やリカの事件に巻き込まれた人間に焦点を当てた文庫オリジナルの『リカ・クロニクル』シリーズが刊行されている。

## あらすじ
印刷会社「東洋印刷社」に勤めるサラリーマン・本間隆雄は、家族を愛しながらも、かつて後輩が勧めた出会いサイトの魅力に嵌り、インターネット上で交わされる女性とのやり取りに興じる日々を送っていた。
ある時、本間は自身の昇進を機に、出会いサイトの中で知り合った「リカ」に携帯番号を教え、コンタクトを取ろうとする。それを機に本間は、リカから執拗に電話を受け、嫌気が差した本間は新しく携帯を変えて関係を絶つ。だが、リカは本間の想像を超えたストーキングを開始し、居所をリカに突き止められた本間は、リカの常軌を逸した手段に精神的にも追い詰められてしまう。本間の周りの人間がリカの犠牲にさらされたとき、本間はリカとの対峙を決意する。

## 登場人物
本間 隆雄
印刷会社「東洋印刷社」の営業部副部長（作中で専任部長に昇進）。妻と娘を愛する良き家庭人だが、坂井に出会いサイトを勧められたのを機に、出会いサイトにのめりこんで行く。出会いサイト内では「本田たかお」というハンドルネームを使用している。物語はエピローグを除いて本間の視点で進行する。
雨宮 リカ
本間と出会いサイトで知り合った女性。サイトの文面上では職業は看護婦（現：看護師）で性格は臆病で優柔不断な女性だと本間に分析されていた。だが本性は歪んだ自尊心の持ち主で、相手の意もおかまいなしに一方的に好意を抱き、異常な方法で追い詰めていく。異様にやせ細った体型で体臭はきつい、だが声だけは綺麗という特徴を持つ。ある病院で看護婦をしていた時、そこの医者に好意を抱いた末に殺害した可能性がある。
坂井 政司
大手総合出版社「蒼星社」の編集者をしている本間の後輩。本間に出会いサイトの存在を教え、その世界に引き込んだ張本人。自身も出会いサイトを通じて女性と出会うことに興じている。
原田 信也
「原田探偵事務所」所長の探偵で本間の大学時代の友人。探偵事務所を開く以前は刑事をしていた。パソコンや個人情報の危険性を熟知し、出会いサイトに嵌った本間に呆れながらも、本間の依頼を受け、リカの素性を探る。
菅原 忠司
警視庁の刑事。肩書きは警視庁刑事部捜査第一課強行犯捜査一係担当係長、階級は警部補。原田の警察時代の先輩で30年以上の経験を持つベテラン。この第1作より時系列が前後の作品でもリカが関与する事件の捜査を担当したり、後輩の刑事に人格的に影響を与えたりするなど、このクロニクルシリーズの影の主役ともいえる存在。

## 刊行情報
- 『リカ』幻冬舎、2002年2月。ISBN 978-4-344001-50-3。
- 『リカ』幻冬舎文庫、2003年10月。ISBN 978-4-344404-39-7。

### リカ・クロニクルシリーズ
- 『リターン』幻冬舎、2013年6月。ISBN 978-4-344024-10-6。
- 『リターン』幻冬舎文庫、2015年11月。ISBN 978-4-344424-06-7。
  - 第1作から10年後を舞台に、リカを追跡する2人の女刑事を描いた直接の続編。後述する映画の原作。
- 『リバース』幻冬舎文庫、2016年10月。ISBN 978-4-344425-27-9。
  - 裕福な医師一家の闇を、住込み家政婦の恩人への手紙という形式で描く、雨宮リカ誕生のプロローグ。
- 『リハーサル』幻冬舎文庫、2019年2月。ISBN 978-4-344428-45-4。
  - 第1作でも途中触れられる、リカが関与した花山病院での若い副院長殺害の全容が詳細に明かされる。
- 『リメンバー』幻冬舎文庫、2019年12月。ISBN 978-4-344429-17-8。
  - リカ事件の心理感染を核に、シリーズ初期の登場人物のその後を描く、シリーズのエピローグ的作品。
- 『リフレイン』幻冬舎文庫、2021年3月。ISBN 978-4-344430-69-3。
  - リカが在籍した看護学校の火災事故までを、生存者の手記や事故の雑誌記事からの引用の形で進行。
- 『リセット』幻冬舎文庫、2022年7月。ISBN 978-4-344432-05-5。
  - リカを養子として迎えた一家に秘められた怖ろしい秘密と、転入先の高校で起こる連続不審死を描く。
- 『リベンジ』幻冬舎文庫、2023年5月。ISBN 978-4-344432-90-1。
  - リカを完全に倒す為に動く、『リターン』の女元刑事と、下心あるTVディレクター班の其々の追跡劇。
- 『リボーン』幻冬舎文庫、2024年7月。ISBN 978-4-344433-94-6。
  - ユタの血を引く祖母を持つ女性と、実娘の為に凶行を重ねるリカとの、究極の闘い。シリーズ完結編。

シリーズの時系列
過去から『リバース』→『リセット』→『リフレイン』→『リハーサル』→『リカ』→『リターン』→『リベンジ』→『リボーン』→『リメンバー』の順。ただ『リフレイン』は『リハーサル』までのリカシリーズの総集編も兼ねてある為か、話の核となる火災事故の前後の出来事を扱っている描写がある。また同じく『リフレイン』以降の作品
では、事件の起きた年が微妙に違っているなど（『リターン』で1作目の出来事が2002年12月に起こっていることが判明しているが、『リフレイン』では2000年に起こったとされている）、若干の齟齬がみられている。

## テレビドラマ
2003年のテレビ朝日制作の単発ドラマ、2019年の東海テレビ制作の連続ドラマ共に共同テレビジョン（共テレ）が携わっている。

### 2003年版
2003年3月1日に「土曜ワイド劇場」枠で「土曜ワイド劇場25周年記念特別企画」として放送された。

#### キャスト（2003年版）
- 本間貴雄 - 阿部寛
- リカ - 浅野ゆう子
- 原田信也 - 佐野史郎
- 菅原忠司 - 大杉漣
- インターネットカフェ店長 - 泉谷しげる
- 本間葉子 - 奥貫薫
- 黒坂真美、永光基乃、奥田崇、国枝量平、大須賀王子、亀山助清、岩瀬威司 ほか

#### スタッフ（2003年版）
- 原作 - 五十嵐貴久
- 脚本 - 佐伯俊道
- プロデューサー - 佐藤凉一、三輪祐見子、高橋萬彦
- 演出 - 松田秀知
- 協力 - ベイシス、バスク、フジアール
- 制作 - テレビ朝日、共同テレビ

### 2019年版
2019年10月5日から11月30日まで、東海テレビ・フジテレビ系「オトナの土ドラ」枠で放送。小説シリーズの中から、『リハーサル』『リカ』の2冊を原作とする2部構成。ホラーサスペンスではあるがドラマ全体的に過度に刺激的な要素はある程度抑えられ、同時にリカや他の人物の心理面を強調して描いた、東海テレビお得意の「ドロドロ愛憎劇」の様相も呈している。
キャッチコピーは「私といっしょにいるの幸せでしょ?」。

#### キャスト（2019年版）
- 雨宮リカ - 高岡早紀

自称28歳。原作小説での身体的な特徴（長髪、長身で体臭がきつい、等）は殆どカットされ、代替として左腕に十字の痣があるという設定が加えられた。この痣は普段はファンデーションで隠しているが、リカの感情の昂ぶりによって黒や薄紅色に光る。性格は基本的に「運命の人」に対して献身的な態度を見せるが、自分の思い通りにいかないことがあるとすぐ舌打ちをする癖があり、自分の邪魔をする人間に対し小さい声で「死ねばいい」とつぶやく事がある。その一方で幼い頃に母親に虐待され家族の愛も知らずに育ったため（前出の痣もその時の虐待のものらしい）、その影響からか第1部では師長の藤鐘に対し娘に対してもっと丁寧に接してほしいと抗議する描写があり、第2部でも原作や原作続編『リメンバー』とは違い、父母が別居していていじめられていた本間の娘・亜矢に対し優しく接している。また蒐集癖もあり、運命の人に関連する物品（第1部では手術用のゴム手袋やペアン鉗子等）をハーバリウムに入れて保存していた。

##### 第1部
『リハーサル』がベース。前出の藤鐘の母子のエピソードが追加されているほか、第2部でも登場する丘留千秋の設定の変更（原作では丘留陽子の名で大学を出たばかりの受付係。ドラマでは既婚者）、そして原作では酸鼻な幕切れだった第1部ラストの描写が、深夜枠とはいえテレビドラマとして放送可能なレベルに抑制されている。
- 大矢昌史 - 小池徹平
- 花山大次郎 - 西岡徳馬
- 丘留千秋 - 夏菜
- 小山内則子 - 池谷のぶえ
- 藤鐘清美 - 安藤玉恵
- 藤鐘美咲 - 野澤しおり
- 倉田博子 - 藤本沙紀
- 森田綾乃 - 立花恵理
- 木村奈央 - 安座間美優
- 相川美奈子 - 浅沼惠理
- 佐藤真由美 - 山谷花純
- 柏手重之 - 西村直人
- 刈谷柊一 - 増田修一朗
- 六合村卓治 - 中野剛
- 牧野 - 井内勇希
- 内田医師 - 窪園純一
- 仲代孝司 - 三田村賢二
- 仲代の妻 - 勝倉けい子
- 鈴木 - 今本洋子
- アナウンサー - 福島智之

##### 第2部
第1部から3年後を描く。小説第1作がベースだが、次の点で設定が原作小説と著しく異なっている。
本間の勤務先と役職（映画会社「宝映」のプロデューサー）
本間の家庭の状況（妻が自分自身の不倫で娘共々家を出て行っている）
本間がマッチングアプリ(原作での出会いサイト)に登録した理由（映画の仕事でのリサーチの為、「作家・神宮寺たかお」のハンドルネームで登録）
原田と菅原の関係（菅原と原田が警察時代の同期で、菅原の年齢も原田と同年代になっている。菅原は原作とは違い後述する続編映画には登場しない）
リカが本間の個人情報を知る方法（第1部の後離婚し、宝映に再就職した金沢（丘留）千秋を介して入手）
- 本間隆雄 - 大谷亮平
- 金沢千秋 - 夏菜
- 本間葉子 - 徳永えり
- 原田信也 - 柏原収史
- 佐々木部長 - 武田晋
- 坂井政司 - 内田健司
- 本間亜矢 - 稲垣来泉
- 菅原忠司 - 藤岡正明
- 宮田玲子 - 水木薫
- 女性社員 - 鮎川桃果
- アナウンサー - 福島智之
- 音楽プロデューサー - 倖田來未（特別出演）

#### スタッフ（2019年版）
- 原作 - 五十嵐貴久『リハーサル』『リカ』（幻冬舎文庫）
- 脚本 - 牟田桂子、嶋田うれ葉
- 企画 - 市野直親（東海テレビ）
- 企画・プロデュース - 栗原美和子（共同テレビ）
- プロデューサー - 河角直樹（東海テレビ）、芳川茜（共同テレビ）
- 主題歌 - 倖田來未「STRIP」（rhythm zone）[3]
- 演出 - 松木創（共同テレビ） 、菊川誠、下向英輝
- 制作著作 - 共テレ
- 制作 - 東海テレビ

#### 放送日程（2019年版）
| 話数                                                         | 放送日       | サブタイトル                    | ラテ欄                                                                             | 演出     | 視聴率 |       |       |       |
| 第1部                                                        | 第1部        | 第1部                           | 第1部                                                                              | 第1部    | 第1部  | 第1部 | 第1部 | 第1部 |
| ------------------------------------------------------------ | ------------ | ------------------------------- | ---------------------------------------------------------------------------------- | -------- | ------ | ----- | ----- | ----- |
| 第1話                                                        | 10月05日     | あなたは運命の人                | あなたが私の運命の人… 自称28歳狂気の"純愛モンスター"が 周囲を破滅に追い込む!       | 松木創   | 2.7%   |       |       |       |
| 第2話                                                        | 10月12日     | これは私たちだけの秘密          | これはふたりの愛の絆! 戦慄の罠が男を追いつめる恐怖の手術室! 運命の暗転…            | 菊川誠   | 3.6%   |       |       |       |
| 第3話                                                        | 10月20日(日) | 鈍感な女…死ねばいい!            | ストーカー女は許せない! 交際の噂に追い込まれる副院長! 愛の狂気に断末魔の叫びが響く | 菊川誠   | 3.1%   |       |       |       |
| 第4話                                                        | 10月27日(日) | 私の何がいけなかったの!         | 第1部最終回狂気の愛が暴走! 衝撃と戦慄のクライマックスがあなたを襲う!               | 松木創   | 2.9%   |       |       |       |
| 第2部                                                        |              |                                 |                                                                                    |          |        |       |       |       |
| 第5話                                                        | 11月09日     | やっと出会えた…運命の人         | 第2部スタート純愛モンスター復活! 今度こそ見つけた運命の人! 絶対離さない            | 松木創   | 3.6%   |       |       |       |
| 第6話                                                        | 11月16日     | 私、いいお母さんになるから!     | 私いい奥さんになるわ! 暴走するストーキングに 周囲の全て悪夢に堕ちていく!           | 下向英輝 | 2.9%   |       |       |       |
| 第7話                                                        | 11月23日     | リカはストーカーなんかじゃない! | ストーカーなんかじゃない! エスカレートする執着の悪夢 家族に魔の手が迫る            | 松木創   | 3.8%   |       |       |       |
| 最終話                                                       | 11月30日     | もうあなたしかいないの…         | もうあなたしかいないの… 戦慄のサイコスリラー完結! 史上最恐の結末に仰天             | 松木創   | 4.1%   |       |       |       |
| （視聴率はビデオリサーチ調べ、関東地区・世帯・リアルタイム） |              |                                 |                                                                                    |          |        |       |       |       |

- 第2話は令和元年東日本台風（台風19号）関連の特設ニュース（23時40分 - 23時45分、フジテレビ制作）放送のため、5分繰り下げ放送（23時45分 - 翌13日0時40分）。
- 第3話は定刻放送予定だったが『SMBC日本シリーズ2019第1戦・ソフトバンク×巨人』の65分中継延長（18時30分 - 21時59分、フジテレビ制作）のため、65分繰り下げ翌20日になってからの放送（0時45分 - 1時40分）。
- 第4話は土曜プレミアム『三度目の殺人』（21時00分 - 23時30分、フジテレビ制作）のため、翌27日になってからの放送（0時00分 - 0時55分）。
- 11月2日は『FNS27時間テレビ にほんのスポーツは強いっ!』（フジテレビ・フジネットワーク27局共同制作）放送のため休止。

### 2021年版
2019年版より過去の物語として、『リカ〜リバース〜』のタイトルで2021年3月20日から4月3日まで同じく「オトナの土ドラ」枠にて放送された。リカの母親である麗美を主人公とし、ベースとなった小説『リバース』には無かった、実の娘の家庭教師である宗像に対する一方的な片想いが追加された反面、父親・武士の死因や、後に小説シリーズでリカの重要な設定の発端となる結花の病気、そしてそれらによる新興宗教が絡んだ人間関係の著しい変化など、登場人物の設定が一部変更、または割愛されている。

#### キャスト（2021年版）
- 雨宮麗美（リカの母親） - 高岡早紀
- 宗像忍（双子姉妹の家庭教師） - 浅香航大
- 花村幸子（家政婦。人物設定が原作と異なる） - 福田麻由子
- 雨宮結花（双子の妹、のちに「雨宮リカ」として変貌） - 山口まゆ
- 雨宮梨花（双子の姉） - 田辺桃子
- 雨宮武士（リカの父親） - 小田井涼平（純烈）
- 小柳千尋（英語教師） - 阿部純子
- 桑原清美（家政婦協会の会長） - 峯村リエ
- 斉藤涼子 - 中村有沙

#### スタッフ（2021年版）
- 原作 - 五十嵐貴久『リカ』『リバース』（幻冬舎文庫）
- 脚本 - 本田隆朗
- 企画 - 市野直親（東海テレビ）
- 音楽 - 戸田有里子（セブンゲート）
- 企画・プロデュース - 栗原美和子（共同テレビ）
- プロデューサー - 松崎智宏（東海テレビ）、芳川茜（共同テレビ）
- 主題歌 - FAKY『99』（rhythm zone）
- 挿入歌 - Lil' Fang「人形の家」（rhythm zone）
- 演出 - 松木創（共同テレビ）
- 制作著作 - 共テレ
- 制作 - 東海テレビ

#### 放送日程（2021年版）
| 話数   | 放送日  | サブタイトル                    | ラテ欄                                                               |
| ------ | ------- | ------------------------------- | -------------------------------------------------------------------- |
| 第1話  | 3月20日 | バラの咲く家…惨劇の始まり       | あの純愛モンスター再び! 驚愕の誕生秘話ヤバすぎる母と双子の娘の物語…  |
| 第2話  | 3月27日 | 相次ぐ悲劇 “幸せ”のミートソース | 戦慄のミートソース 1人また1人… 相次ぐ悲劇! 私の幸せは奪わせない…     |
| 最終話 | 4月03日 | 誠実な愛がほしかっただけ        | ほしかったのは誠実な愛… 純愛モンスター誕生の結末。すべてが覆るラスト |

| 東海テレビ制作・フジテレビ系 オトナの土ドラ | 東海テレビ制作・フジテレビ系 オトナの土ドラ | 東海テレビ制作・フジテレビ系 オトナの土ドラ                                 |
| 前番組                                      | 番組名                                      | 次番組                                                                      |
| ------------------------------------------- | ------------------------------------------- | --------------------------------------------------------------------------- |
| それぞれの断崖 （2019年8月3日 - 9月21日）   | リカ （2019年10月5日 - 11月30日）           | 悪魔の弁護人・御子柴礼司 〜贖罪の奏鳴曲〜 （2019年12月7日 - 2020年1月25日） |
| その女、ジルバ （2021年1月9日 - 3月13日）   | リカ〜リバース〜 （2021年3月20日 - 4月3日） | 最高のオバハン 中島ハルコ （第1シリーズ） （2021年4月10日 - 5月29日）       |

## 映画
『リカ〜自称28歳の純愛モンスター〜』（リカ じしょうにじゅうはっさいのじゅんあいモンスター）のタイトルで、2021年6月18日に公開。『リカ』の文庫版エピローグと『リターン』を原作とし、2019年の連続ドラマ版最終回の3年後を描く。キャッチコピーは、「惚れたら、死ぬ。」。PG12指定。

### あらすじ（映画）
3年前にリカによって拉致され行方不明になっていた本間が、ある山中でトランクケースに詰められた死体となって発見された。リカを追う刑事の奥山はマッチングアプリを使って自らを囮にしてリカをおびき出そうとするが、同じ刑事であり婚約者でもある孝子はリカにのめり込んでいくような捜査方法に不安を隠せずにいた。しばらくして音信不通となり不安を感じた孝子は先輩刑事の尚美と共に奥山の部屋をたずねるが、そこで見たものは変わり果てた奥山の死体だった。リカを逮捕し無念を晴らすため、2人は遺された奥山の携帯からリカへの接触を試みる。

### 原作との違い（映画）
- 原作では尚美視点で話が進行していくが、映画では孝子をメインに進行。ラストのリカとの対決も孝子が務める。
- 同時に原作冒頭とラストで尚美の人格形成に関わる、先輩刑事である菅原の存在をカット。その為映画での冒頭の役割は奥山の後輩である米崎が、ラストでの役割はリカが劇中3Dプリンターで製作した想像の奥山の人形が担当。
- 孝子の恋人である奥山は特に人格背景がなかった原作とは違い、映画では過去に昔両親が離婚して母と暮らしたために母親の愛情を感じられずに育ったという映画独自の人格背景が加えられ、捜査を進めていくうちに同じ境遇のリカに共感し惹かれていく流れに。

### キャスト（映画）
- 雨宮リカ：高岡早紀[12]
- 奥山次郎：市原隼人[10][11]
- 青木孝子：内田理央[10][11]
- 小泉祐介：水橋研二[10][11]
- 米崎健太：岡田龍太郎[10][11]
- 清水和彦：坂辺一海
- 千葉文也：山本直寛[10][11]
- 長谷川浩二：尾美としのり[10][11]
- 戸田弘之：マギー[10][11]
- 梅本尚美：佐々木希[10][11]

シーズン1ドラマ「リカ」より
- 本間隆雄：大谷亮平
- 大矢昌史：小池徹平
- 花山大次郎：西岡徳馬
- 小山内則子：池谷のぶえ
- 藤鐘清美：安藤玉恵
- 佐藤真由美：山谷花純
- 森田綾乃：立花恵理
- 柏手重之：西村直人
- 柏手麻衣：芳川梢
- 坂井政司：内田健司
- 原田信也：柏原収史
- 本間亜矢：稲垣来泉

### スタッフ（映画）
- 原作：五十嵐貴久『リカ』『リターン』（幻冬舎文庫）
- 監督：松木創
- 脚本：三浦希紗
- 音楽：戸田有里子
- 主題歌：FAKY「99」（rhythm zone）
- 挿入歌：Lil' Fang（from FAKY）「人形の家」（rhythm zone）
- 撮影：白石利彦
- 映像：三好良三
- 照明：磯部大和
- 録音：渡辺丈彦
- 美術：吉田敬
- アートコーディネーター：岡村正樹
- スクリプター：渡邊由依
- 編集：安部華子
- VFX：本田貴雄
- 選曲：安藤友章
- 音響効果：廣中桃李
- 助監督：北坊信一、木村真人
- 制作担当：西本和幸
- 製作：小西啓介、港浩一、猪野丈也、鈴木俊明、山口貢
- 企画・プロデュース：栗原美和子
- プロデューサー：山崎淳子、杉本雄介
- 配給：ハピネットファントム・スタジオ
- 制作プロダクション：共同テレビジョン
- 製作：映画『リカ〜自称28歳の純愛モンスター〜』製作委員会（ハピネットファントム・スタジオ、共同テレビジョン、エイベックス・エンタテインメント、東海テレビ放送）

## 漫画
電子書籍アプリ『コミックコンテナ』で、富士高因の作画で『リカ 黒髪の沼』（りか くろかみのぬま）のタイトルでコミカライズ。また『リカ』の続編『リターン』もバーズコミックスで、玄田げんたの作画で『リターン ～漆黒のゴースト リカ～』のタイトルでコミカライズされた。